# Luchthaven Nemba
Luchthaven Nemba is een luchthaven in Rwanda.

## Locatie
Luchthaven Nemba (IATA: n.v.t., ICAO: HRYN) ligt in de oostelijke provincie van Rwanda, in het district Bugesera, in de stad Nemba, aan de internationale grens met de Burundi . Het ligt ongeveer 50 kilometer ten zuidoosten van de luchthaven Kigali Internationaal, de grootste civiele luchthaven van het land.
Luchthaven Nemba ligt op een hoogte van ongeveer 1.495 meter boven zeeniveau. De luchthaven heeft één enkele onverharde landingsbaan van ongeveer 1.100 meter.

## Overzicht
Luchthaven Nemba is een kleine landelijke luchthaven die de stad Nemba en omliggende gemeenschappen bedient. Het is een van de acht openbare civiele luchthavens die worden beheerd door de Rwanda Civil Aviation Authority . 